# Camí a Broadway
Camí a Broadway (títol original en anglès: Two Tickets to Broadway) és una pel·lícula musical estatunidenca de James V. Kern estrenada el 1951 i doblada al català.

## Argument
El poble sencer es desplaça fins a l'estació d'autobusos per acomiadar a la jove Nancy Peterson que es dirigeix cap a Broadway a la recerca d'una oportunitat al món de l'espectacle. En el seu viatge troba unes altres tres noies que també somien triomfar a la ciutat dels gratacels.

## Repartiment
- Tony Martin: Dan Carter
- Janet Leigh: Nancy Peterson
- Gloria DeHaven: Hannah Holbrook
- Eddie Bracken: Lew Conway
- Ann Miller: Joyce Campbell
- Barbara Lawrence: S.F. Rogers
- Bob Crosby: ell mateix
- Charles Dale: Leo
- Joe Smith: Harry
- Taylor Holmes: Willard Glendon
- Buddy Baer: Un mariner
- The Charlivels: Ells mateixos
- Vera Miles: noia del cor (no surt als crèdits)

## Nominacions
- Oscar al millor so